# Vojtěch Rakous
Vojtěch Rakous, vlastním jménem Adalbert Österreicher, později Östreicher (8. prosince 1862 Starý Brázdim – 8. srpna 1935 Praha), byl český židovský spisovatel.

## Jméno
Vojtěch Rakous se narodil jako Adalbert Österreicher a byl tak zapsán i v pražské policejní přihlášce. V dospělosti zjistil, že jeho příjmení se správně píše Östreicher a nechal si ho úředně opravit. V průběhu života počeštil své křestní jméno a psal se Vojtěch Östreicher.

## Život

### Mládí
Adalbert Österreicher se narodil ve vsi Starý Brázdim (dnes osada Brázdim u Brandýsa nad Labem). Pocházel z česky hovořící rodiny židovského chalupníka Šalamouna Österreichera a matky Barbory, rozené Pollákové. Celkem bylo v rodině sedmnáct dětí. Jeho školní vzdělání zahrnovalo pouze jednoroční docházku do židovské školy v Brandýse nad Labem.
Nejprve chodil do školy v obci Brázdim (uč. F. Šebek), následoval rok v židovské škole v Brandýse n. Labem. Pokračoval v docházce na obecné škole v Brandýse n. L. a nakonec se tamtéž vzdělával dva roky u piaristů.
V Praze, kde se vyučil prodavačem galanterního zboží, se naučil německy, ale současně získal vztah k české literatuře. Po devíti letech pražského pobytu se usadil v Mratíně u Brandýsa nad Labem, kde se živil jako podomní obchodník a obchodník s obilím. V té době také pokoušel časopisecky publikovat, i když jeho znalosti české mluvnice byly nedostatečné.

### Jan Herben a zrození nového spisovatele
Životopisné zdroje o Vojtěchu Rakousovi shodně uvádějí, že se jeho první literární pokusy dostaly v roce 1885 do rukou spisovateli Janu Herbenovi, tehdy redaktorovi Času. Herbenovi kolegové se neuspořádanému rukopisu s nesprávným pravopisem posmívali; Herben však pochopil jeho kvality. Přepsal několik z nich bezchybnou češtinou a navíc vybral pseudonym tak, že autorovo německé jméno přeložil jako Vojtěch Rakous. Tím mu otevřel cestu k publikaci. Upozornil též na Rakousovy práce Rudolfa Pokorného (1853–1887), redaktora časopisu Paleček a Karla Fischera (1859–1906), redaktora Kalendáře česko-židovského.

### Návrat do Prahy, život v Libni
V devadesátých letech se Vojtěch Rakous vrátil do Prahy. V první zachovalé policejní přihlášce je uvedeno, že před svatbou žil se sourozenci Karlem a Paulinou. S bratrem Karlem (1864–1930) také založil v pražské Jindřišské ulici obchod s obuví Staroměstská tržnice obuvi. Obchod vlastnili oba bratři a Vojtěch převzal v roce 1903 vedení filiálky v Praze-Libni (od roku 1901 součást hlavního města – Praha VIII) na Primátorské (dnes Zenklova) třídě 252, v domě, který vlastnil.
V roce 1895 se oženil s Emilií Neumannovou (1873–1932). Starší syn Josef (1896–1942), který byl bankovním úředníkem, zahynul během holokaustu v izbickém ghettu, dcera Božena (1906–1944), provdaná Schulhofová, zemřela v Osvětimi. Mladší syn Karel zemřel již v roce 1930.
Vojtěch Rakous byl též aktivním členem libeňské židovské náboženské obce. Byl volen do představenstva a různých výborů a komisí. Angažoval se též v českožidovském hnutí, jehož cílem byla úplná integrace česky smýšlejícího židovstva.
V roce 1932, kdy se dožil sedmdesátky, byl již všeobecně uznávaným a oblíbeným spisovatelem. Denní tisk jeho jubileum připomínal a kladně komentoval a Libeňská obec židovská ho jmenovala čestným členem.  
Vojtěch Rakous zemřel v Praze, je pohřben na pražském Novém židovském hřbitově v Libni.

## Posmrtné uznání
- Úmrtí populárního spisovatele zaznamenal v roce 1935 denní tisk tiskovými zprávami, sloupky a vzpomínkami.[10]
- Po Vojtěchu Rakousovi je pojmenována ulice Rakousova v Praze 8 – Libni.

## Literární dílo

### První úspěchy – časopisy
Nového spisovatele si po Herbenově upozornění povšimnul časopis Paleček. Již v roce 1885 zveřejnil na pokračování jeho povídku Proč občan Purnocha nevolil do říšské rady. Drobná humoreska popisuje, jak vesničané z polabských Chrástovic vyslali do Karlína (který byl tehdy okresním městem) souseda Purnochu, jako volitele do říšské rady. Ten však – pro naivitu své ženy, která ho doprovázela – vlak do Prahy zmeškal.
V roce 1888 otiskl Nový Paleček na pokračování Rakousovu povídku Panské choutky a o rok později Historie dvou týden ženatých mužů. V humoreskách otištěných v Palečkovi výstižně popisuje maloměsto a vesnici, jeho židovství se v nich neprojevuje.
Po upozornění Jana Herbena byly Rakousovy práce vydávány také v Kalendáři česko-židovském. První dohledaná povídka byla otištěna v tomto Kalendáři v ročníku 1887–1888 pod názvem V červáncích doby (Povídka z dob našeho národního probuzení). V příběhu vystupuje mladý Stránský, který je "...myšlením Čech, vírou Žid". Miluje dceru jiného Žida – Kantora; ten tíhne k němčině a chce v obci Lenešice německou školu, aby židovské děti získaly lepší náboženské vzdělání. Nakonec v obci vznikne česká náboženská škola a Kantor se se Stránským udobří. Propagace jazykové a kulturní české orientaci Židů v Čechách odpovídala požadavkům redaktora Fischera, ale Vojtěch Rakous se po několika letech spolupráce zaměřil k popisování života venkovských Židů z doby jeho mládí.

### Knižní vydání
- Doma: židovské obrázky (Praha, L. Ballenbergr, 1897, dostupné online)[15]
- Vojkovičtí a přespolní (poprvé vydáno Praha, Spolek českých akademiků židů, 1910)
- Na rozcestí (netypická historická novela; [ilustrace Adolf Kašpar], vydal Svaz česk. pokrokových Židů, 1914)
- Modche a Rézi (il. Adolf Kašpar, poprvé vydal Obelisk, Praha, 1926)

Vydáním knihy Vojkovičtí a přespolní se Vojtěch Rakous definitivně stal úspěšným spisovatelem. Za jeho života vyšlo celkem sedm stejnojmenných vydání, která však mají různě pozměněný obsah a skladbu. Jeho práce později vycházely i pod názvem Modche a Rézi. Prozatím naposledy byly Rakousovy povídky vydány v letech 1992 a 2009 (Modche a Rézi, Praha, vydal Petrklíč a G+G).
Některá vydání byla ilustrována významnými autory, jako Adolf Kašpar, Josef Lada, Jiřím Winter a dalšími. Povídky byly přeloženy do němčiny (překlad Erik Saudek) a angličtiny.

### Divadelní hry
Povídky Vojtěcha Rakouse byly upravovány pro divadlo, např.:
- V roce 1921 uvedlo Městské divadlo v Ostravě inscenaci Modche a Rézi[17]
- Divadlo Uranie v Praze uvádělo v roce 1931 Modche a Rézi na židovském bále,[18] v roce 1932 hrálo toto představení pražské divadlo Akropolis;[19] Komorní divadlo[20]
- Jak vyplývá z meziválečného tisku, dramatizované příběhy Modche a Rézi byly též hojně hrány zejména židovskými amatérskými soubory.

## Filmografie
- Němý film Modche a Rezi natočil v roce 1926 režisér Přemysl Pražský[21]

## Televize a rozhlas
- V cyklu Úsměvy mistrů v roce 1962 hrál Modcheho Bohuslav Záhorský, Rézi Stella Zázvorková[22]
- V roce 2014 zdramatizoval a uvedl Český rozhlas 2 povídku Modche před odvodem[23]